# Macroglossum palauensis
Macroglossum palauensis är en fjärilsart som beskrevs av Matsumura 1930. Macroglossum palauensis ingår i släktet Macroglossum och familjen svärmare. Inga underarter finns listade i Catalogue of Life.